# Hartland (Minnesota)
Hartland – miasto w Stanach Zjednoczonych, w stanie Minnesota, w hrabstwie Freeborn.